# Monterblanc
Monterblanc (bret. Sterwenn) – miejscowość i gmina we Francji, w regionie Bretania, w departamencie Morbihan.
Według danych na rok 1990 gminę zamieszkiwało 2006 osób, a gęstość zaludnienia wynosiła 79 osób/km² (wśród 1269 gmin Bretanii Monterblanc plasuje się na 314. miejscu pod względem liczby ludności, natomiast pod względem powierzchni na miejscu 365.).